# Liste der Bürgermeister von Villach

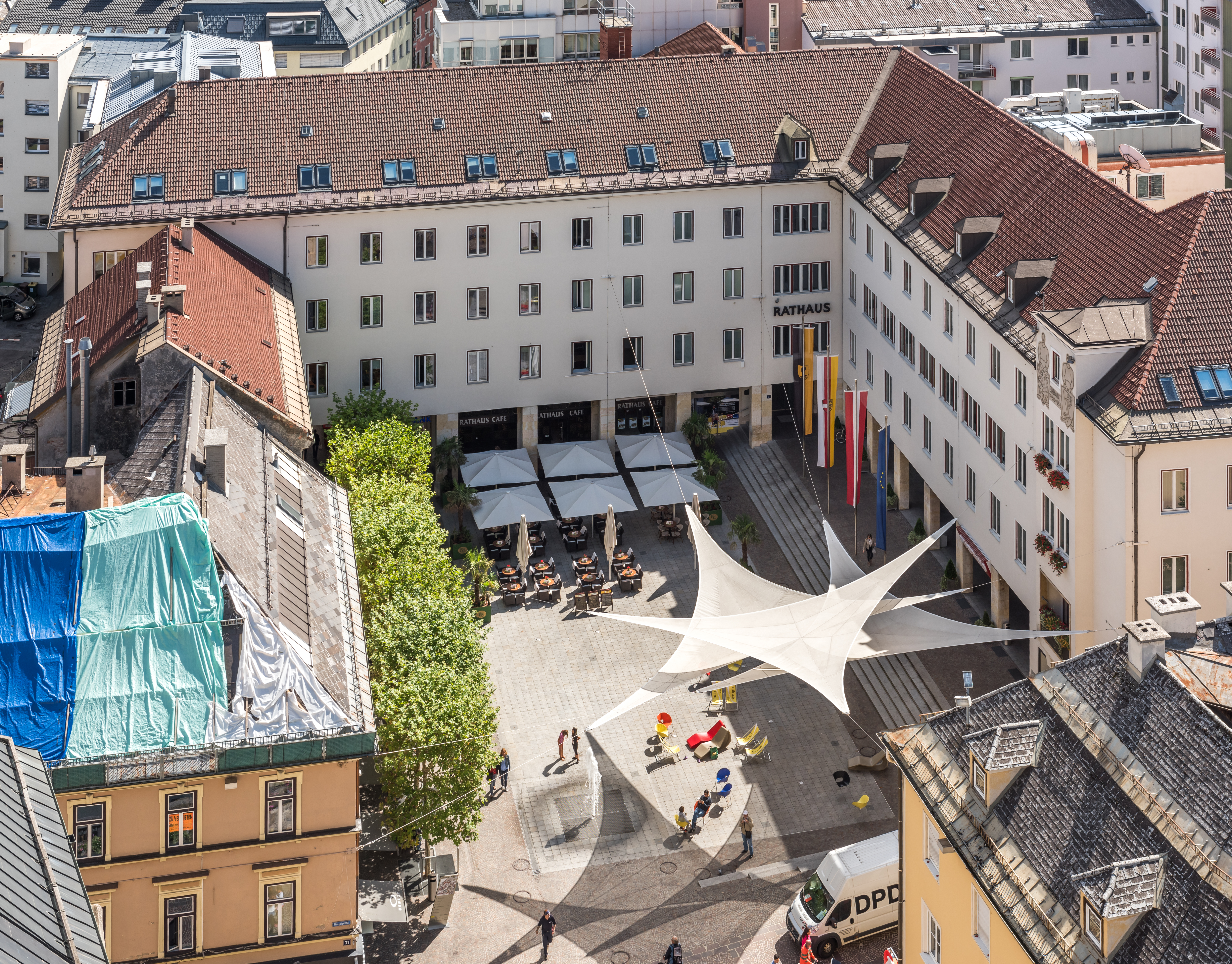
Blick auf das Villacher Rathaus

Diese Liste der Bürgermeister umfasst in antichronologischer Folge die Stadtoberhäupter der Stadt Villach seit der  Einführung des Amtes im Jahr 1588. Damals wurde festgesetzt, dass der Bürgermeister vom Rat und  Gemeindeausschuss zu Weihnachten am Rathaus gewählt werden sollte, der bereits seit 1240 belegte Stadtrichter wie zuvor von der gesamten Bürgerschaft zu Ostern im Garten vor dem Minoritenkloster. Neben der Stadtverwaltung oblag dem Bürgermeister in Teilen auch die Gerichtsbarkeit der Stadt, wobei der Bürgermeister aufgrund der ihm ebenfalls unterstehenden Finanzverwaltung den Stadtrichter schnell an Bedeutung übertraf. In den ersten Jahrhunderten wurde das Amt in häufigem Wechsel von einzelnen Ratsbürgern bekleidet, die es im Lauf der Jahre auch mehrmals innehaben konnten, oder auch gar nicht besetzt.
Während der Zugehörigkeit Villachs zu Napoleons Illyrischen Provinzen trug der Bürgermeister den französischen Titel Mair. In der folgenden, von monarchischem Absolutismus (vgl. Metternichsches System) bestimmten Zeit zwischen 1815 und 1848 wurde kein Bürgermeister gewählt, sondern ein sogenannter Oberrichter mit der Stadtverwaltung betraut. Nach der Revolution von 1848/1849 erließ Franz Joseph I. ein Gemeindegesetz, welches das bis dahin herrschende feudale Grundherrschaftssystem beendete, die Gemeinden als Gebietskörperschaften begründete und die Rolle des Bürgermeisters und Stadträte stärkte. Das mit dem Entstehen der Ersten Republik eingeführte allgemeine, gleiche und geheime Wahlrecht wurde mit der Verfassung des Ständestaates 1934 wieder aufgehoben. Aufgrund der Wirren der Zeit unmittelbar nach dem Zweiten Weltkrieg sollten erst 1949 wieder eigenständige Gemeinderatswahlen stattfinden. Heute setzt sich die Stadtregierung aus dem Bürgermeister, dem Ersten und Zweiten Vizebürgermeister sowie weiteren vier Stadträten zusammen. Seit 1990 erfolgt die Wahl eines Bürgermeisters in Österreich als direkte Personenwahl, die in der Regel gleichzeitig mit der Gemeinderatswahl stattfindet.

## Listen

### Von der Gegenwart bis 1851
| Amtszeit  | Name                   | Partei                                             | Bild | Anmerkung | 1. Vizebürgermeister | 2. Vizebürgermeister |
| --------- | ---------------------- | -------------------------------------------------- | ---- | --- | --- | --- |
| Seit 2015 | Günther Albel          | SPÖ                                                |      | | Sarah Katholnig (SPÖ, seit März 2022) Irene Hochstetter-Lackner (SPÖ, November 2019 bis März 2022) Petra Oberrauner (SPÖ, April 2015 bis November 2019) | Gerda Sandriesser (SPÖ) |
| 1987–2015 | Helmut Manzenreiter    | SPÖ                                                |      | Längstdienende Bürgermeister und 1991 der erste durch Direktwahl (anstatt durch den Gemeinderat) gewählte.                                                                   | Günther Albel (ab Mai 2012) Richard Pfeiler (September 2000 bis Jänner Mai 2012) Monika Kohl-Kircher (SPÖ, April 1991 bis September 2000) Hans-Peter Binter (SPÖ, November 1990 bis April 1991) Josef Neubauer (SPÖ, Mai 1989 bis November 1990) Waltraud Miszkiewicz (SPÖ, bis Mai 1989) | Wally Rettl (BZÖ/FPK/FPÖ, April 2009 bis April 2015) Gerda Sandriesser (SPÖ, April 2003 bis April 2009) Werner Lang (FPÖ, April 1997 bis April 2003) Hans-Peter Binter (April 1991 bis April 1997) Dieter Haslinger (SPÖ, Mai 1989 bis April 1991) Dietmar Koncilia (SPÖ, bis Mai 1989) |
| 1981–1987 | Leopold Hrazdil        | SPÖ                                                |      | | Waltraud Miszkiewicz (SPÖ, ab Juni 1984) Max Lauritsch (SPÖ, bis Juni 1984) | Dietmar Koncilia (SPÖ, ab Juni 1984) Erwin Tschachler (SPÖ, bis Juni 1984) |
| 1976–1981 | Jakob Mörtl            | SPÖ                                                |      | | Max Lauritsch (SPÖ) | Leopold Hrazdil (SPÖ, ab Jänner 1978) Georg Mair (SPÖ, bis Jänner 1978) |
| 1968–1976 | Josef Resch            | SPÖ                                                |      | | Jakob Mörtl (SPÖ, ab April 1973) Wilhelm Sereinigg (SPÖ, bis April 1973) | Max Lauritsch (SPÖ, ab April 1973) Jakob Mörtl (SPÖ, bis April 1973) |
| 1956–1968 | Gottfried Timmerer     | SPÖ                                                |      | | Josef Resch (SPÖ) | Wilhelm Sereinigg (SPÖ, ab November 1965) Josef Greinecker (SPÖ, Oktober 1957 bis November 1965) Adolf Lukeschitsch (ÖVP, bis Oktober 1957) |
| 1951–1956 | Jakob Sereinigg        | SPÖ                                                |      | | Gottfried Timmerer (SPÖ, ab November 1953) Adolf Populorum (SPÖ, bis November 1953) | Adolf Lukeschitsch (ÖVP, ab November 1953) Hermann Schachner (ÖVP, bis November 1953) |
| 1945–1951 | Viktor Petschnik       | SPÖ                                                |      | Nach Kriegsende von den britischen Besatzern eingesetzt. Amtsbezeichnung bis 13. Juli 1945 Oberbürgermeister, dann wie vor dem Krieg Bürgermeister.                          | Adolf Populorum (SPÖ, ab November 1949) Jakob Sereinigg (SPÖ, 13. Juli 1945–November 1949) Albin Dieringer (ÖVP, bis 13. Juli 1945 als Bürgermeister 1. Stellvertreter Petschniks) | Hermann Schachner (ÖVP, ab November 1949) Wilhelm Leitner (ÖVP, April–November 1949) Albin Dieringer (ÖVP, 13. Juli 1945 bis April 1949) |
| 1938–1945 | Oskar Kraus            | NSDAP                                              |      | Unmittelbar nach dem Anschluss Österreichs eingesetzt, trug nach der nun geltenden deutschen Gemeindeordnung den Titel Oberbürgermeister.                                    | | |
| 1937–1938 | Reinhold Möbius        | CS/VF                                              |      | Nach dem Anschluss Österreichs inhaftiert. | | |
| 1934–1937 | Albin Dieringer        | CS/VF                                              |      | Nach Hans Pieschs Absetzung „Regierungskommissar mit den Aufgaben eines Bürgermeisters.“                                                                                     | Johann Koutnik (CS/VF, Februar 1935 bis Dezember 1937) | |
| 1933–1934 | Hans Piesch            | SDAP                                               |      | Musste nach den Februarkämpfen und dem Verbot der Sozialdemokratischen Partei sein Amt niederlegen.                                                                          | | |
| 1920–1933 | Gustav Pomaroli        | SDAP                                               |      | Am 1. Jänner 1932 Erhebung Villachs zur Statutarstadt. | | |
| 1919–1920 | Otto Stage             | Deutschnational (GDVP)                             |      | Wie sein Vorgänger ein Vertreter des anfänglich in viele Gruppen zersplitterten Dritten Lagers; während Stages Amtszeit etablierte sich die Großdeutsche Volkspartei (GDVP). | | |
| 1918–1919 | Richard Strobl         | Völkisch-sozialer Verband „Deutsche Einheit“/DNSAP |      | | | |
| 1909–1918 | Ludwig Aßmann          |                                                    |      | | | |
| 1887–1909 | Friedrich Scholz       |                                                    |      | | Carl Ghon (bis 1905) | |
| 1876–1887 | Heinrich von Dollhopf  |                                                    |      | | Carl Ghon | |
| 1867–1876 | Paul Hauser            | Deutschliberale Partei                             |      | | Carl Ghon Heinrich von Dollhopf (Amt des Vizebürgermeisters im August 1870 eingeführt) | |
| 1865–1867 | Johann Baptist Zozzoli |                                                    |      | | | |
| 1861–1865 | Josef Kassin           |                                                    |      | | | |
| 1850–1861 | Paul Hauser            | Deutschliberale Partei                             |      | | | |

### Von 1850 bis 1589
- 1846–1850: Paul Hauser
- 1838–1846: Josef Kassin
- 1815–1838: Anton Rutter
- 1813–1814: Johann von Millesi
- 1810–1813: Hieronymus Graf Lodron
- 1810: Amand Grünner
- 1809: Anton Nagele
- 1807: Johann Georg Mayr
- 1802–1805: Johann Lorenz Grueber
- 1798: Karl Thaddäus Schusterschitz
- 1792–1795: Jacob Lucas Mayr
- 1772: Jacob Vinzenz Poschinger
- 1771: Leopold Franz Grueber
- 1769: Mathias Andreas Oswalder
- 1768–1769: Jacob Jenner
- 1767–1768: Johann Thomas Zußner
- 1758–1759: Franz Anton Schusterschitz
- 1756–1758: Johann Baptist Niderl
- 1756: Elias Sartori (Syndikus)
- 1754–1755: Franz Nikolaus Holzmann
- 1751–1752: Simon Sebastian Fischer
- 1747: Georg Anton Fräß
- 1745–1746: Valentin Ignaz Aichwald
- 1743–1744: Christof Georg Keller
- 1741–1742: Sigmund Robinig
- 1740–1741: Andreas Schmidt
- 1737: Jacob Neudisser
- 1735–1736: Georg Christof Keller
- 1730–1733: Andreas Schmidt
- 1727–1728: Georg Sig. Schneider
- 1724: Andreas Schmidt
- 1719: Sigmund Robinig
- 1716: Georg Dalmatiner
- 1714: Franz Steinpreis
- 1711: Thomas Eder
- 1708–1709: Lucas Christian
- 1704–1705: Georg Allesch
- 1695: Hieronymus Keller
- 1692; Mathias Hagenbrunner
- 1688–1692: Georg Sigmund Regatschnig
- 1682: Mathias Hagenbrunner
- 1679: Georg Oswald Rospacher
- 1678: Lucas Sereinig
- 1675: Joachim Paumeister
- 1674: Matthäus Kleinberger
- 1673: Georg Buzella
- 1670: Georg Oswald Rospacher
- 1667: Johann Keller
- 1666: Joachim Paumeister
- 1664: Bartlmä Seitlinger
- 1661: Leonhard Rambser
- 1660: Johann Keller
- 1656: Georg Greinzell
- 1650: Joachim Paumeister
- 1648: Stefan Kanall
- 1639–1640: Matthäus Recheisen
- 1636–1638: Marx Anton Stromayer
- 1634: Bartlmä Seitlinger
- 1630: Georg Tiferer
- 1626: Hansen Mosmillner
- 1621: Hans Pladunig
- 1617–1619: Bartlmä Seitlinger
- 1611–1613: Martin Otto
- 1606: Georg Ertinger
- 1602: Wilhelm Otto
- 1599: Kaspar Vasold
- 1593–1596: Wilhelm Gräßl
- 1590–1591: Christof von Egkh
- 1589–1590: Michael Grundtner